# Lista della spesa di Michelangelo
La lista della spesa di Michelangelo è un manoscritto redatto da Michelangelo Buonarroti conservato nel Museo Casa Buonarroti a Firenze.
Il documento è datato 1518 ed è stato redatto sul retro di una lettera, in cui Michelangelo elenca tutti i prodotti di sua necessità per il suo servitore, realizzando a fianco di ogni nome un piccolo schizzo del prodotto. Ciò fa presumere che il servo fosse analfabeta.
Il documento permette di identificare l'artista nella sua quotidianità, lontano dai capolavori e dai testi che ne glorificano le capacità artistiche, ma da cui non si separa.

## Testo e parafrasi
- Pani dua
- Un bocal di vino
- Un aringa
- Tortegli
- Una nsalata
- Quattro pani
- Un bochal di tondo
- Un quartuccio di bruscho
- un piattello di spinaci
- Quattro alici
- Tortelli
- Sei pani
- Due minestre di finocchio
- Un'aringa
- Un boccal di tondo»

- Due pezzi di pane
- Un quarto di vino
- Un'aringa
- Tortellini
- Una insalata
- Quattro pezzi di pane
- Un quarto di (vino) tondo
- Un quarto di (vino) brusco
- Un piattino di spinaci
- Quattro alici
- Tortellini
- Sei pezzi di pane
- Due minestre di finocchio
- Un'aringa
- Un boccale di (vino) tondo»